# Brian Sipe
Brian Winfield Sipe (San Diego, 8 agosto 1949) è un ex giocatore di football americano statunitense che ha giocato nel ruolo di quarterback per i Cleveland Browns della National Football League (NFL), concludendo la carriera nella United States Football League (USFL). Fu scelto nel corso del tredicesimo giro (330º assoluto) del Draft NFL 1972 dai Browns. Al college ha giocato a football a San Diego State.

## Carriera professionistica

### Cleveland Browns
Scelto nel corso del tredicesimo giro del Draft 1972 dai Cleveland Browns, Sipe trascorse i primi due anni di carriera nella squadra di allenamento, senza mai entrare in campo.
Nel 1974, Sipe giocò quattro gare come titolare, contribuendo alla rimonta di 12 punti dei Browns contro i Denver Broncos il 27 ottobre. Dopo aver vinto solo una delle quattro partite (21-14 contro i New England Patriots l'11 novembre), fu sostituito da Mike Phipps.
La disastrosa stagione dei Browns del 1975 vide Sipe subentrare come titolare dopo tre sconfitte consecutive, in cui la squadra ottenne un punteggio complessivo di 124-26 per gli avversari. Le tre gara da titolare di Sipe ridussero il margine delle sconfitte per la squadra, ma senza alcuna vittoria tornò ad essere rispedito in panchina. L'anno seguente, egli alla fine divenne il titolare fisso dopo l'infortunio nella gara di debutto stagionale di Phipps il 12 settembre 1976. Con Sipe alla guida della squadra, i Browns conclusero la stagione con un record di 9-5, vincendo sei partite in più dell'annata precedente.
Nel corso della prima metà della stagione 1977, Sipe guidò la squadra alla vittoria in cinque delle prime sette gare. Il 13 novembre nel corso del secondo quarto di una gara in trasferta contro i Pittsburgh Steelers (persa 35-31), Sipe subì un infortunio alla spalla che lo escluse dai campi di gioco per tutto il termine della stagione. Il giocatore tornò l'anno successivo lanciando oltre 2.900 yards e 21 passaggi da touchdown, ma, a causa della generale mediocrità della squadra, i Browns terminarono con un record di 8-8.
A seguito di alcune grandi rimonte nelle stagioni 1979 e 1980, Sipe contribuì a far guadagnare alla squadra il soprannome di "Kardiac Kids." Tali rimonte avvennero prevalentemente nei minuti finali di diverse partite, spesso con azioni al cardiopalma. Nel corso di quelle due stagioni, Sipe guidò i Browns a otto rimonte e 11 drive vincenti nel quarto periodo o nei tempi supplementari.

#### La stagione da MVP del 1980
Nel 1980, Sipe passò per 4.132 yard e 30 touchdown, contribuendo alla prima qualificazione della squadra ai playoff dal 1972. Individualmente, queste sue prestazioni gli fecero guadagnare il titolo di MVP della NFL assegnato dall'Associated Press oltre alla convocazione per il suo primo Pro Bowl. Nel primo turno dei playoff della AFC contro gli Oakland Raiders (4 gennaio 1981) i Browns avrebbero potuto calciare il field goal della vittoria da una distanza molto favorevole ma decisero invece di passare la palla. Era una scelta logica: il tempo a Cleveland era molto freddo e ventoso e la segnatura del field goal non era garantita. Diversamente, l'obiettivo del passaggio di Sipe era il tight end, futuro membro della Pro Football Hall of Fame, Ozzie Newsome. Con 41 secondi rimanenti sul cronometro, Sipe lanciò un intercetto nella end zone, mettendo tristemente fine alla stagione dei Browns. La giocata, chiamata "Red Right 88", sarebbe divenuta famosa tra le note dolenti della storia sportiva di Cleveland.

#### Stagioni 1981-1982
Malgrado Sipe avesse lanciato 3.876 yard l'anno successivo, Cleveland concluse solamente con un record di 5-11. Nel 1982, Sipe e i Browns vinsero solamente due delle prime sei partite in una stagione accorciata dalla sciopero dei giocatori. Sipe finì così per essere messo in panchina in favore di Paul McDonald.

### United States Football League
Sipe riguadagnò il posto da titolare l'anno successivo ma, in contrasto con la dirigenza dei Browns, decise di negoziare un contratto con Donald Trump e i suoi New Jersey Generals della USFL nel corso della stagione. Sipe terminò l'annata con 3.566 yard passate e 26 touchdown. Sipe alla fine non firmò con Trump in quella stagione ma lo fece nelle successiva, giocando coi Generals nel 1984, prima di concludere la carriera con i Jacksonville Bulls nel 1985. Il suo trasferimento ai Jacksonville avvenne dopo che Trump aveva firmato il vincitore dell'Heisman Trophy Doug Flutie con un contratto multi-milionario.

## Palmarès
- MVP della NFL (1980)
- Pro Bowl (1980)
- First-team All-Pro (1980)
- Second-team All-Pro (1979)
- Leader della NFL in passaggi da touchdown (1979)

## Statistiche
Stagione regolare
| Anno        | Squadra             | P   | Ten  | Com  | %    | Yard  | TD  | Int | Rat  |
| ----------- | ------------------- | --- | ---- | ---- | ---- | ----- | --- | --- | ---- |
| 1974        | Cleveland Browns    | 10  | 108  | 59   | 54.6 | 603   | 1   | 7   | 47.0 |
| 1975        | Cleveland Browns    | 7   | 88   | 45   | 51.1 | 427   | 1   | 3   | 54.4 |
| 1976        | Cleveland Browns    | 14  | 312  | 178  | 57.1 | 2113  | 17  | 14  | 77.3 |
| 1977        | Cleveland Browns    | 9   | 195  | 112  | 57.4 | 1233  | 9   | 14  | 61.8 |
| 1978        | Cleveland Browns    | 16  | 399  | 222  | 55.6 | 2906  | 21  | 15  | 80.7 |
| 1979        | Cleveland Browns    | 16  | 535  | 286  | 53.5 | 3793  | 28  | 26  | 73.4 |
| 1980        | Cleveland Browns    | 16  | 554  | 337  | 60.8 | 4132  | 30  | 14  | 91.4 |
| 1981        | Cleveland Browns    | 16  | 567  | 313  | 55.2 | 3876  | 17  | 25  | 68.2 |
| 1982        | Cleveland Browns    | 6   | 185  | 101  | 54.6 | 1064  | 4   | 8   | 60.7 |
| 1983        | Cleveland Browns    | 15  | 496  | 291  | 58.7 | 3566  | 26  | 23  | 79.1 |
| Totale NFL  |                     | 125 | 3439 | 1944 | 56.5 | 23713 | 154 | 149 | 74.8 |
| 1984        | New Jersey Generals | 16  | 324  | 192  | 59.3 | 2540  | 17  | 15  | 82.3 |
| 1985        | Jacksonville Bulls  | -   | 89   | 55   | 61.8 | 685   | 4   | 2   | 91.5 |
| Totale USFL |                     | -   | 413  | 247  | 56.5 | 3225  | 21  | 17  | 84.3 |